# Burmilla

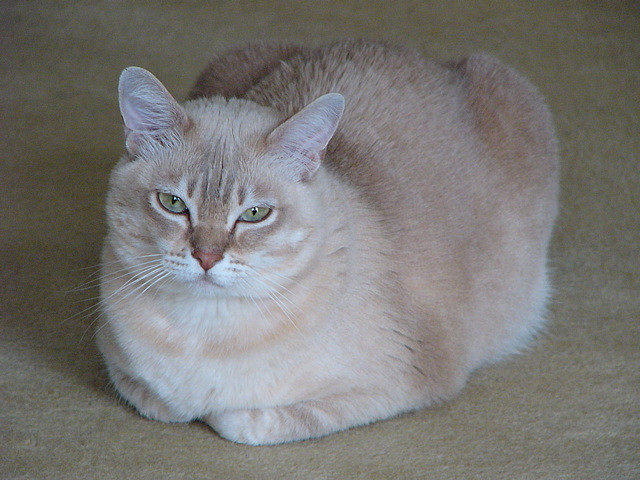
Gato burmilla hembra.

Burmilla es una raza de gato procedente de Inglaterra.

## Origen
La raza procede de un cruce, ocurrida en el Reino Unido en 1981 entre un Persa chinchilla y una Burmesa lilac. En 1984 se importaron gatos a Dinamarca. La raza fue reconocida por la FIFE en 1994.

## Descripción
Tiene el tipo de cabeza y cuerpo del gato Birmano, el pelaje heredado del Chinchilla, es punteado o sombreado, ambas intensidades de punteado son igualmente aceptables, y la uniformidad del sombreado es más importante que su intensidad. Cualquier característica tendiente hacia el Siamés o la rechonchez del Británico de Pelo Corto son imperfecciones.
Debe tener una marca "M" en la frente, líneas que corran desde los bordes exteriores de los ojos y trazos como de lápiz sobre las mejillas, pero el sombreado del cuerpo debe estar libre de manchas atigradas tanto como sea posible, con un color más denso a lo largo de la espina y en la cola, que se disperse gradualmente hasta ser lo más claro posible en las partes inferiores. La cola debe estar marcada con anillos incompletos y con la punta oscura, las patas ligeramente rayadas, y se permite un leve moteado en el vientre. Los ojos deben estar perfilados como los del Chinchilla, con la piel visible haciendo juego con el color del pelaje.
Es de carácter afectuoso, inteligente, sociable, tanto con otros gatos como con las personas. Se adapta bien a un apartamento, sobre todo si hay terraza o balcón. Necesita cepillado y baño ocasionales.